# Spleen (radioprogramma)
Spleen was een radioprogramma van de Nederlandse publieke omroep VPRO dat tussen 1982 en 1984 's zondagsmiddags werd uitgezonden op Hilversum 3.

## Profiel
Het programma besteedde aandacht aan nieuwe muziekgroepen en -stromingen, met name experimentele new wave. Luisteraars konden zich abonneren op een magazine met informatie over de uitgezonden muziek. Het programma werd gepresenteerd door Ignit van Kasteren, die actief was in de band Van Kaye + Ignit en het label Ding Dong en bij afwezigheid door Marjoke Roorda en Marylou Busch. Richard Zeilstra van de band Genetic Factor en Stephen Emmer waren betrokken bij de samenstelling van het programma. De meeste uitzendingen kwamen uit Hilversum maar er werd ook vanuit locatie uitgezonden, waarbij aandacht was voor plaatselijke bandjes en popmuziekontwikkelingen. Vaste onderdelen waren Hier en Gunder en de Cover van de Week.
Het programma zond concertregistraties uit (Cocteau Twins in De Meervaart, Kiem) maar nodigde ook bandjes uit om live in de studio te spelen voor een klein publiek. Enkele daarvan zijn Arbeid Adelt!, Michel Banabila, Cabaret Voltaire, Ende Shneafliet, Front 242, Mekanik Kommando en Tent. Bij het optreden van Ende Shneafliet op 18 september 1983 werd een cassettehoesje met een catalogusnummer van Trumpett aan het Spleen Magazine toegevoegd. Trumpett bracht de registratie pas in 1999 uit, met een ander catalogusnummer en op cd. Twee nummers van het optreden van Front 242 van 1 mei '83 kwamen op de geremasterde dubbel-cd Geography uit 2004 terecht en het hele concert op een bootleg.